# Mycospraguea campicola
Mycospraguea campicola är en svampart som först beskrevs av Rogerson & R. Sprague, och fick sitt nu gällande namn av U. Braun & Rogerson 1993. Mycospraguea campicola ingår i släktet Mycospraguea, divisionen sporsäcksvampar och riket svampar.   Inga underarter finns listade i Catalogue of Life.